# Sese (Botswana)
Sese è un villaggio del Botswana situato nel distretto Meridionale, sottodistretto di Ngwaketse. Il villaggio, secondo il censimento del 2011, conta 2.721 abitanti.

## Località
Nel territorio del villaggio sono presenti le seguenti 4 località:
- Jwaneng di 25 abitanti,
- Mokgere di 26 abitanti,
- Rathipa di 109 abitanti,
- Sese Lands di 96 abitanti